# Герб Званівки
Герб Званівки — символ села  Званівка Бахмутського районі Донецької області України. Автор — Едуард Савченко.
Основний колір щита запозено з емблеми сільської ради, поле розділено на 3 рівні вертикальні частини. Срібна центральна символізує собою річку Бахмутку. Географічно вона село не розділяє, але робить символічне розділення на гербі. Це умовне розділення різних культур.
У 1951 році до Званівки переселили русинів (народ Карпат). Хоча Вікіпедія каже, що то були бойки, але багато зустрічається і назва лемки. Це різні етногрупи, хоча якось виділити їх і класифікувати важко навіть зараз. Все залежить від того, як вони самі себі ідентифікують. Місцеві вимушених гостей прийняли добре і так село розвивалося десятиліття під впливом двох культур.
На гербі громади є шабля, бо за деякими даними тут знаходилося козацьке поселення. Їй на противагу лягла карпатська бартка. Бартка - унікальний символ народів Карпат, яку неможна віднести до конкретної етногрупи.
Два дзвони взято зі значка села авторства Акатова. В селі Званівка і понині існують дві церкви і дві конфесії - греко-католики та православні. Дуже часто, щоб показати на гербі церкву, не малюють саму церкву, а малюють церковний дзвін. Два дзвони на гербі і демонструють дві різні релігії, що співіснують у Званівці. До того ж сама назва Званівка відсилає нас до дзвону (герб є напівпромовистим).
Різні парафії чудово уживаються в селі і обмінюються традиціями. В громаді навіть заснували фестиваль вертепів "Різдвяний передзвін". Саме тому Brandville обрав такий простий, але влучний символ для цієї громади. Різдвяна Зірка - Зірка Матері - Алатир, як символ того, що об'єднує такі різні етнічні групи заради спільного майбутнього.